# FV104 사마리탄
FV104 사마리탄(영어: FV104 Samaritan)은 CVR(T) 계열의 차량 중 하나로, 1978년부터 영국 육군이 운용하기 시작했다. 재규어 J60 가솔린 엔진을 장착했으며, 병사들이 내부에서 작업하기 편하게 하기 위해 높은 루프로 제작되었다. 병사들의 용이한 이동을 위해 차량 뒤쪽에 커다란 후방 도어가 있으며, 부상자 6명을 비롯한 최대 7명이 탑승할 수 있다. 외형은 FV105 술탄과 비슷하지만, FV104 사마리탄은 어떤 무장도 갖추고 있지 않다.

## 같이 보기
- FV105 술탄